# Ferrovia Biasca-Acquarossa
La ferrovia Biasca-Acquarossa era una linea ferroviaria a scartamento metrico che percorreva la Val di Blenio, sino ad Acquarossa.

## Storia
Il 6 ottobre 1899 venne emessa la concessione per la linea; nel 1906 si costituì la Società per la Ferrovia Biasca-Acquarossa (Olivone) per costruire ed esercire la linea, con sede a Biasca, spostata nel 1909 a Malvaglia.
La ferrovia fu attivata il 6 luglio 1911; inizialmente era previsto di prolungarla fino a Olivone, ma il progetto non fu mai realizzato. Nel 1944 la ragione sociale della società esercente mutò in Società per la Ferrovia Biasca-Acquarossa.
Fu chiusa il 29 settembre 1973. L'anno successivo la società esercente mutò ragione sociale in Autolinee Bleniesi.

## Caratteristiche
La linea, a scartamento metrico, era lunga 13,805 km. La linea era elettrificata in corrente continua 1200 V; la pendenza massima era del 35‰, il raggio di curva minimo di 130 m.

### Percorso

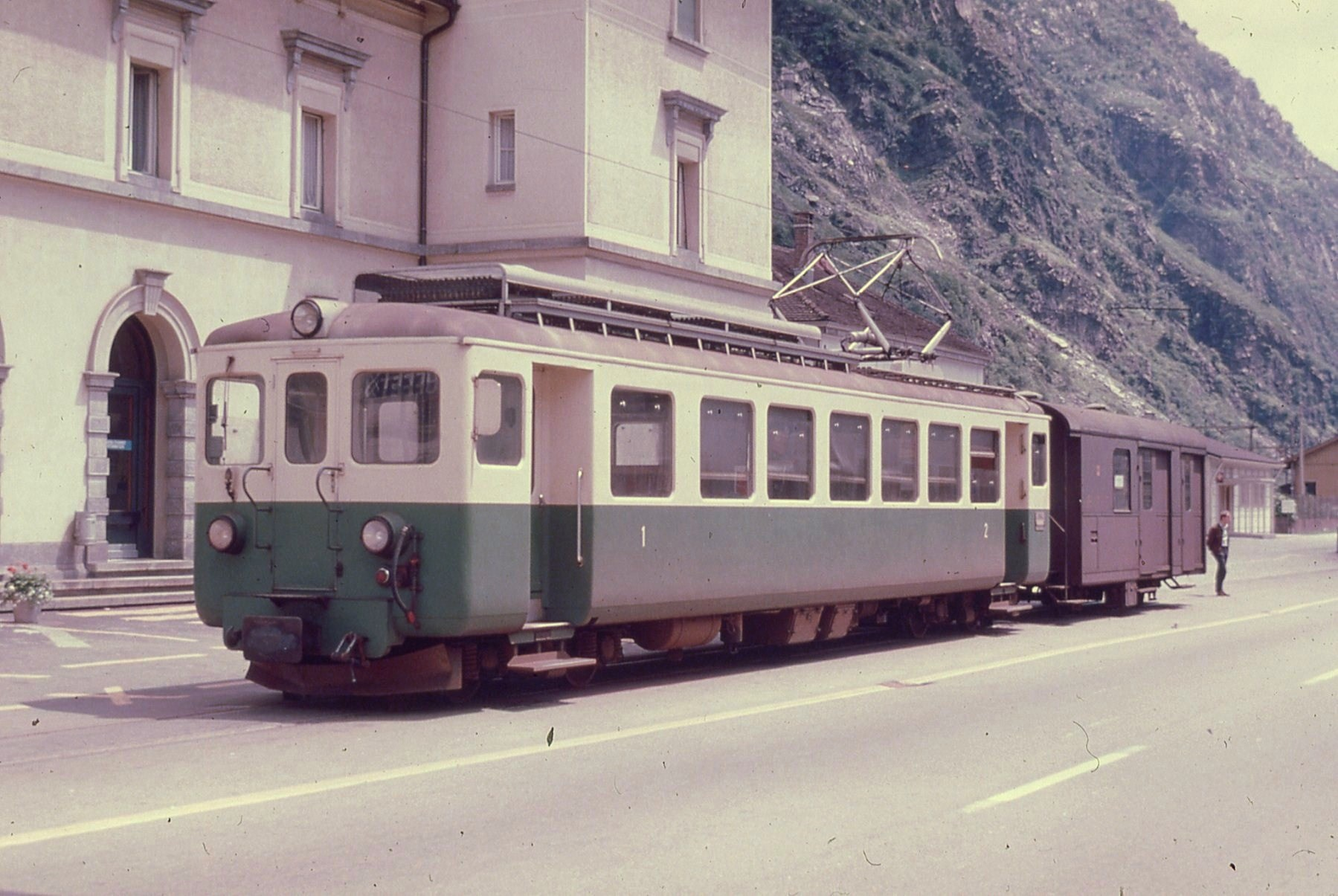
.

| Unknown route-map component "CONTr+f" |

| Station on track | Unknown route-map component "exKBHFa" |  |

| One way leftward | Unknown route-map component "xKRZu" | Unknown route-map component "CONTfq" |

| Unknown route-map component "exDST" |

| Unknown route-map component "exHST" |

| Unknown route-map component "exTUNNEL2" |

| Unknown route-map component "exHST" |

| Unknown route-map component "exWBRÜCKE1" |

| Unknown route-map component "exHST" |

| Unknown route-map component "exBHF" |

| Unknown route-map component "exWBRÜCKE1" |

| Unknown route-map component "exBHF" |

| Unknown route-map component "exHST" |

| Unknown route-map component "exHST" |

| Unknown route-map component "exWBRÜCKE1" |

| Unknown route-map component "exBHF" |

| Unknown route-map component "exSKRZ-Bo" |

| Unknown route-map component "exhKRZWae" |

| Unknown route-map component "exWBRÜCKE1" |

| Unknown route-map component "exBHF" |

| Unknown route-map component "exWBRÜCKE1" |

| Unknown route-map component "exKBHFe" |

## Materiale rotabile
All'apertura la ferrovia disponeva di tre automotrici a carrelli con vano bagagliaio (BCFe 2/4 1÷3, riclassificate nel 1956 ABFe 2/4 1÷3) costruite da Schlieren e Brown Boveri. Nel 1951 Schlieren e Sécheron consegnarono una quarta elettromotrice a carrelli (BCe 4/4 4, divenuta nel 1956 ABe 4/4 4), seguita nel 1963 da una quinta, sempre costruita dalle stesse aziende.
Dopo la chiusura della linea le due automotrici più recenti furono cedute: la 4 alla ferrovia Montreux-Oberland Bernese (demolita nel 2017) e la 5 alla Oberaargau-Jura-Bahnen (passata successivamente alla ferrovia Biel-Täuffelen-Ins, dal 2008 è stata in servizio sulla ferrovia Mesolcinese e dal 2021 è conservata dal WAGI Museum Schlieren).

### Materiale motore - prospetto di sintesi
| Tipo                   | Unità        | Anno di costruzione | Costruttore | Note                                                            |
| ---------------------- | ------------ | ------------------- | ----------- | --------------------------------------------------------------- |
| Automotrici elettriche | ABFe 2/4 1÷3 | 1911                | SWS-BBC     | radiate nel 1973                                                |
| Automotrice elettrica  | ABe 4/4 4    | 1951                | SWS-SAAS    | ceduta alla MOB nel 1974, demolita nel 2017                     |
| Automotrice elettrica  | ABe 4/4 5    | 1963                | SWS-SAAS    | ceduta alla OJB nel 1974, alla BTI nel 1997, alla SEFT nel 2002 |